# ニック・バーンビー
ニコラス・ジョン・"ニック"・バーンビー（Nicholas Jonathan "Nick" Barmby, 1974年2月11日 - ）は、イングランド・ハル出身の元同国代表サッカー選手、現サッカー指導者。現役時代のポジションはMF。

## 来歴
キャリアの大半をハル・シティAFCで過ごす。スタミナと抜群のスピードがあり、MFながらも非常に高い得点能力を持っている。攻撃的なポジションならどこでもこなすことが出来るユーティリティ性がある選手であった。
2011年11月15日にナイジェル・ピアソンがレスター・シティFCの監督に招聘されると、ハルの暫定監督を務めることとなった。翌年1月6日に現役を引退し正式に指揮官の座に就いたが、同年5月8日に解任されることが発表された。
イングランド代表としては23試合に出場して4得点。テリー・ヴェナブルズ監督時代にEURO1996、ケヴィン・キーガン監督時代にUEFA EURO 2000に出場している。

## 逸話
1997-98シーズン開幕直後にミドルズブラFCから移籍したのは、トッテナム・ホットスパーFC時代にいじめられていたポール・ガスコインの加入が理由といわれている。

## 所属クラブ
- トッテナム・ホットスパーFC 1992-1995
- ミドルズブラFC 1995-1996
- エヴァートンFC 1996-2000
- リヴァプールFC 2000-2002
- リーズ・ユナイテッドAFC 2002-2004

→  ノッティンガム・フォレストFC 2004
- ハル・シティAFC 2004-2012

## タイトル
リヴァプール
- フットボールリーグカップ : 2000-01
- UEFAカップ : 2000-01
- チャリティー・シールド : 2001-02